# Giovanni Niccolò
Giovanni Niccolò, o Nicolao (Nola, 1560 – Macao, 16 marzo 1626), è stato un gesuita italiano, pittore e missionario in Giappone.
Arrivò a Macao il 7 agosto 1582 accompagnato da padre Matteo Ricci. Nel 1583 fu inviato in Giappone al seguito delle missioni portoghesi, coordinate dal Visitatore Alessandro Valignano, che stavano aprendo il paese asiatico al mondo occidentale in quello che è definito periodo Nanban. Nel 1590 fondò a Nagasaki il "Seminario dei Pittori", che rimase in attività per tre decenni prima di essere bandito dall'arcipelago, diventando la più importante scuola di pittura occidentale in Asia. Durante la sua attività nel seminario, l'attività di Niccolò fu incentrata su soggetti sacri, in particolare il Salvator mundi e la Madonna, destinate alle chiese cattoliche ed ai convertiti giapponesi.